# Brenneria
Genre
Brenneria est un genre de bacilles Gram négatifs de la famille des Pectobacteriaceae.
Il contient plusieurs espèces de bactéries phytopathogènes parasites de plantes ligneuses.

## Systématique
Le genre a été décrit en 1999 par les microbiologistes Lysiane Hauben, Edward R.B.Moore, Luc Vauterin, Marijke Steenackers, Joris Mergaert, Linda Verdonck et Jean Swings. Le nom générique, « Brenneria », est un hommage au microbiologiste Don J. Brenner.
Jusqu'en 2016 il était compté parmi les Enterobacteriaceae auquel il était rattaché sur la base de critères phénotypiques. Depuis la refonte de l'ordre des Enterobacterales en 2016 par Adeolu et al. à l'aide des techniques de phylogénétique moléculaire, il a été déplacé vers la famille des Pectobacteriaceae nouvellement créée.

## Liste des espèces
Selon la LPSN (26 octobre 2022) :
- Brenneria alni (Surico et al. 1996) Hauben et al. 1999
- Brenneria corticis Li et al. 2019
- Brenneria goodwinii Denman et al. 2012
- Brenneria nigrifluens (Wilson et al. 1957) Hauben et al. 1999
- Brenneria populi Li et al. 2015
- Brenneria roseae Brady et al. 2015
- Brenneria rubrifaciens (Wilson et al. 1967) Hauben et al. 1999
- Brenneria salicis (Day 1924) Hauben et al. 1999 – espèce type
- Brenneria tiliae Kile et al. 2022

Les espèces suivantes ont été reclassées dans le genre Erwinia :
- Lonsdalea quercina (Hildebrand & Schroth 1967) Brady et al. 2012 : reclassement de B. quercina
- Musicola paradisiaca (Fernandez-Borrero & Lopez-Duque 1970) Hugouvieux-Cotte-Pattat et al. 2021 : reclassement de B. paradisiaca